# Xian de Xingye
Le xian de Xingye (兴业县 ; pinyin : Xīngyè Xiàn) est un district administratif de la région autonome du Guangxi en Chine. Il est placé sous la juridiction de la ville-préfecture de Yulin.

## Démographie
La population du district était de 733 100 habitants en 2010.